# Hisn Yakka
Hisn Yakka, Madínat Yakka o, simplement, Yakka són els noms que rep una antiga fortalesa i un poblat andalusins, pertanyents a l'iqlim de Madínat Bilyana (Villena), predecessors de l'actual ciutat de Iecla (Múrcia). Va estar habitat entre els segles xi i xii, ja que el poblat va quedar abandonat a partir de 1266, després de la revolta mudèjar, quan els nous pobladors cristians es van establir en la cara oposada de la muntanya.

## Origen
L'enclavament apareix esmentat en les fonts àrabs com hisn Yakka, ‘fortalesa de Yakka’, i era un enclavament situat a les terres de la cora de Tudmir. El topònim no és d'origen àrab i és molt possible que provingui de l'arrel preromana Iko o Ika. Probablement l'assentament va sorgir per tal d'ampliar el poder musulmà i promoure la islamització en un territori escassament controlat i pràcticament despoblat. Va ser aixecat a la fi del segle xi, en període almoràvit, però fins al segle xii no apareix el poblat o madina en la solana del turó, protegit dels freds vents del nord. És llavors quan la fortalesa afronta una gran remodelació per part dels almohades, que l'adapten a les noves necessitats defensives i al progressiu augment de la població.

## Característiques

### Habitatges

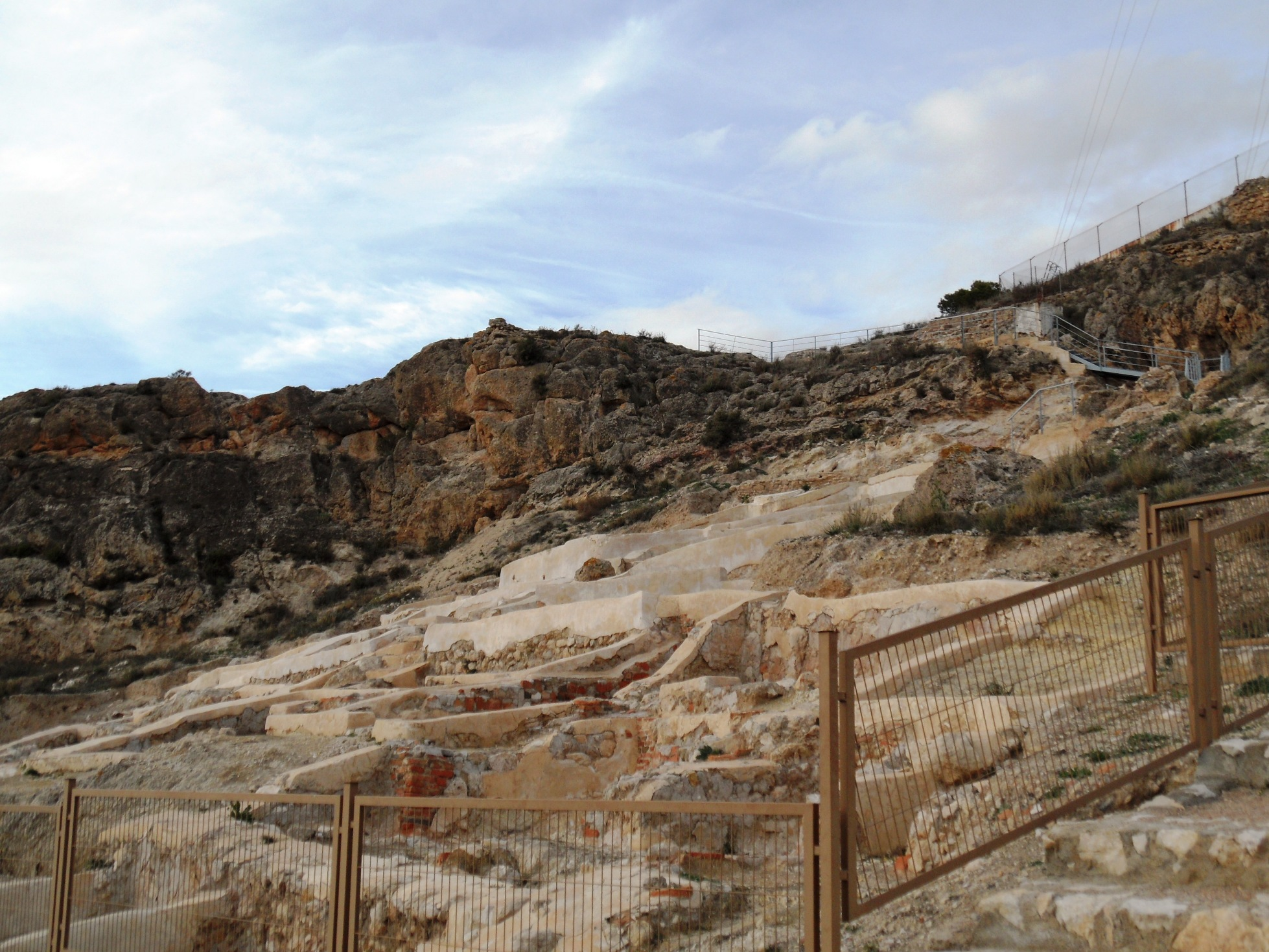
Vista de la medina de Hisn Yakka.

L'acusada pendent del terreny va obligar a construir terrasses per construir les cases. D'aquesta manera, els murs d'unes cases actuaven com a contenció per a les altres.
A més, totes les cases del poblat comptaven amb dues plantes atès que, aprofitant el desnivell, es solia construir les estades d'habitació en el pis inferior, comunicat mitjançant escales amb el pati central. Aquest últim actuava de punt neuràlgic de l'habitatge i a través d'ell s'accedia a la resta de les estades: estable, vestíbul, cuina, latrina, etc.
La grandària de les cases del poblat varia, però el seu patró constructiu és sempre el mateix.

### Urbanisme
S'han excavat dotze cases que mostren que el traçat urbà del poblat estava constituït per carrers estrets i sinuosos que es tallaven amb petits adarbs. El mateix pendent dels carrers servia per drenar l'aigua, ajudada per un rudimentari sistema de clavegueram i pous cecs. L'aigua potable s'emmagatzemava en aljubs. Els materials principals utilitzats en totes les construccions són la pedra, el fang, i el guix, i en menor mesura el maó. El conjunt dels edificis es trobava protegit per una tanca o muralla.
La projecció del poblat cap al sud permetia aprofitar el màxim hores de sol per afrontar el dur hivern de la zona. En aquesta mateixa cara, a uns metres del poblat però extramurs es trobava la maqbara -cementiri-.

## Esplendor

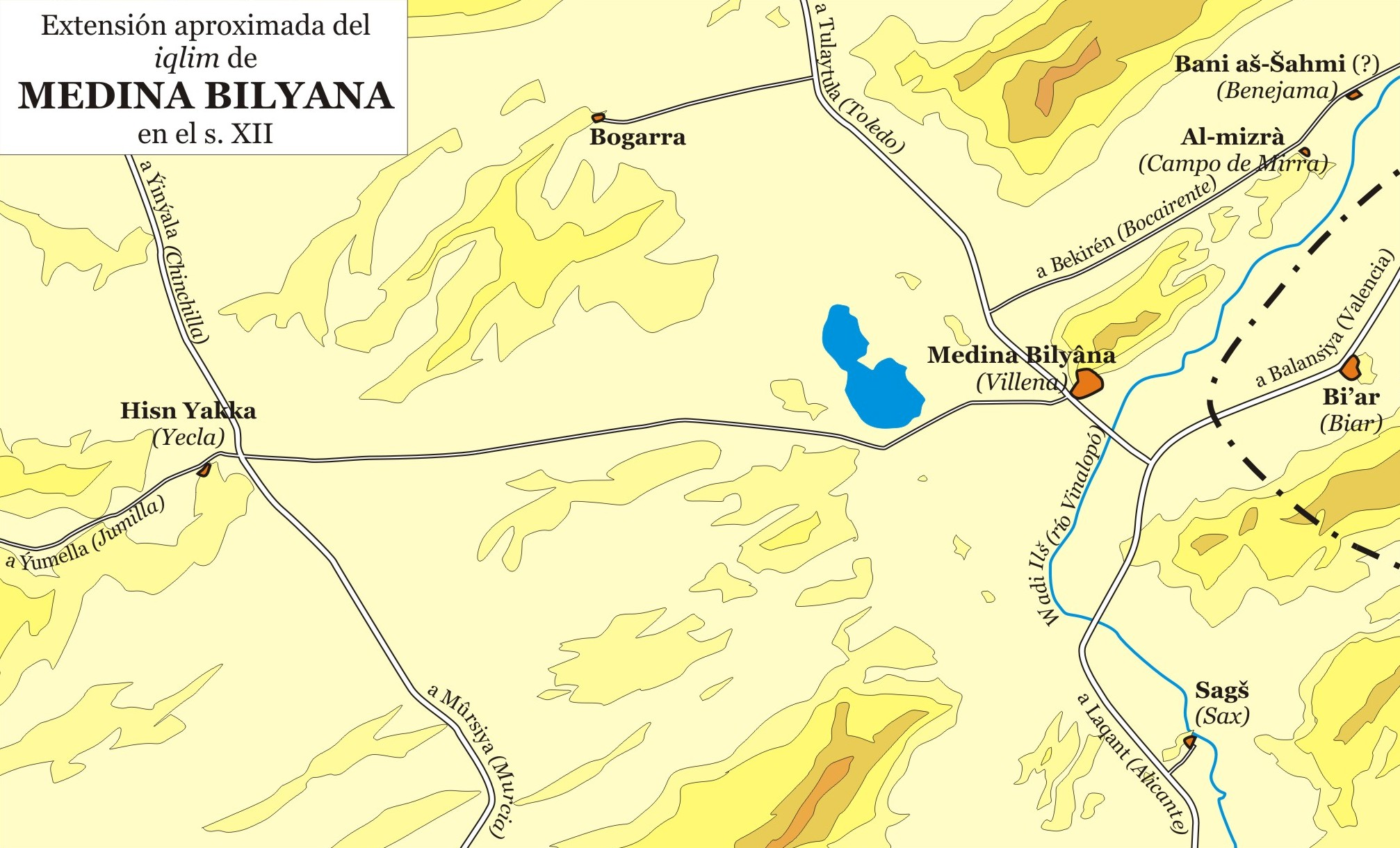
Iqlim de Villena, al que va haver de pertànyer administrativament hisn Yakka.

A principis del segle xiii Yakka va deure viure un període d'esplendor, constatat en l'augment de la població iniciat a partir de finals del segle xii no només en el poblat sinó també en diferents alqueries que apareixen en tota la zona circumdant, sempre prop de fonts d'aigua que permetien l'explotació de les terres.

Això va convertir a Yakka en el centre d'un districte rural (iūz o a'mal), si bé va haver de pertànyer al iqlim de Madina Bilyana (Villena).

Se sap per l'obra Al-Mugrib fī ḥulā al-Magrib de l'historiador Ibn Said al Maghribi que havia nascut en Yakka el poeta satíric Abu Bakr Yahya ben Abbalqalil ben shal al Yakki, al que Abu Walid Ismail al-Saqundi va considerar "el mestre de la sàtira en tot l'occident islàmic".

## Ocàs
Després de la conquista cristiana del Regne de Múrcia, la població musulmana va passar a ser vassalla del rei de Castella, la qual cosa va endurir bastant les condicions de vida de la població, descontent que va provocar la revolta mudèjar. Gran part de la població mudèjar va haver d'abandonar la zona en acabar aquesta revolta, i és probable que aquest fos també el final de Yakka. Que els habitants conservaven l'esperança de tornar sembla demostrar-ho una gran troballa de materials corresponents a aixovar domèstic, metalls, vidre, cuir, llavors, etc. que es va trobar en una petita sitja.
Els repobladors cristians es van establir en la cara nord, potser per proximitat tant amb les terres fèrtils com amb la font principal, amb la qual cosa el poblat àrab va quedar totalment abandonat.